# Município de Napoleon (condado de Henry, Ohio)
O município de Napoleon (em inglês: Napoleon Township) é um município localizado no condado de Henry no estado estadounidense de Ohio. No ano de 2010 tinha uma população de 9.796 habitantes e uma densidade populacional de 107,57 pessoas por km².

## Geografia
O município de Napoleon encontra-se localizado nas coordenadas 41° 22′ 49″ N, 84° 10′ 37″ O. Segundo a Departamento do Censo dos Estados Unidos, o município tem uma superfície total de 91.07 km², da qual 89,76 km² correspondem a terra firme e (1,43 %) 1,31 km² é água.

## Demografia
Segundo o censo de 2010, tinha 9.796 habitantes residindo no município de Napoleon. A densidade populacional era de 107,57 hab./km². Dos 9.796 habitantes, o município de Napoleon estava composto pelo 94,33 % brancos, o 0,78 % eram afroamericanos, o 0,33 % eram amerindios, o 0,47 % eram asiáticos, o 2,59 % eram de outras raças e o 1,5 % eram de uma mistura de raças. Do total da população o 7,35 % eram hispanos ou latinos de qualquer raça.